# إم سي ماريو
إم سي ماريو هو دي جيه كندي، ولد في 1970.

## وصلات خارجية
- إم سي ماريو على موقع ميوزك برينز (الإنجليزية)
- إم سي ماريو على موقع ديسكوغز (الإنجليزية)